# Jana Szemiakina
Jana Wołodymyriwna Szemiakina (ukr. Яна Володимирівна Шемякіна, ur. 5 stycznia 1986 we Lwowie) – ukraińska szpadzistka, złota medalistka olimpijska i dwukrotna medalistka mistrzostw świata.
Na igrzyskach olimpijskich w Pekinie w 2008 roku zajęła 18. miejsce w zawodach indywidualnych. Na rozgrywanych cztery lata później igrzyskach olimpijskich w Londynie wywalczyła indywidualnie złoty medal, w finale pokonując broniącą tytułu Niemkę Brittę Heidemann. Brała też udział w igrzyskach w Rio de Janeiro w 2016 roku, gdzie była trzynasta indywidualnie i ósma drużynowo. 
Podczas mistrzostw świata w Kazaniu w 2014 roku wywalczyła brązowy medal w rywalizacji indywidualnej, ustępując tylko Włoszce Rosselli Fiamingo i Britcie Heidemann. Na rozgrywanych rok później mistrzostwach świata w Moskwie wspólnie z Ołeną Krywyćką, Kseniją Pantelejewą i Anfisą Poczkałową zdobyła brązowy medal drużynowo. 
Kilkukrotnie zdobywała również medale mistrzostw Europy, w tym złoty drużynowo i brązowy indywidualnie na mistrzostwach Europy w Zalaegerszeg (2005), brązowy indywidualnie podczas mistrzostw Europy w Płowdiwie (2009) oraz brązowy drużynowo na mistrzostwach Europy w Antalyi (2022).